# Aglaophamus malmgreni
Aglaophamus malmgreni är en ringmaskart som först beskrevs av Johan Hjalmar Théel 1879.  Aglaophamus malmgreni ingår i släktet Aglaophamus och familjen Nephtyidae. Arten är reproducerande i Sverige. Inga underarter finns listade i Catalogue of Life.